# (4310) Strömholm
(4310) Strömholm ist ein Hauptgürtelasteroid, der am 2. September 1978 von Claes-Ingvar Lagerkvist vom La-Silla-Observatorium aus entdeckt wurde.
Der Asteroid wurde nach dem schwedischen Juristen Stig Strömholm benannt.